# Theonella invaginata
Theonella invaginata är en svampdjursart som beskrevs av Wilson 1925. Theonella invaginata ingår i släktet Theonella och familjen Theonellidae.
Artens utbredningsområde är havet kring Filippinerna. Inga underarter finns listade i Catalogue of Life.